# La Vizcaína

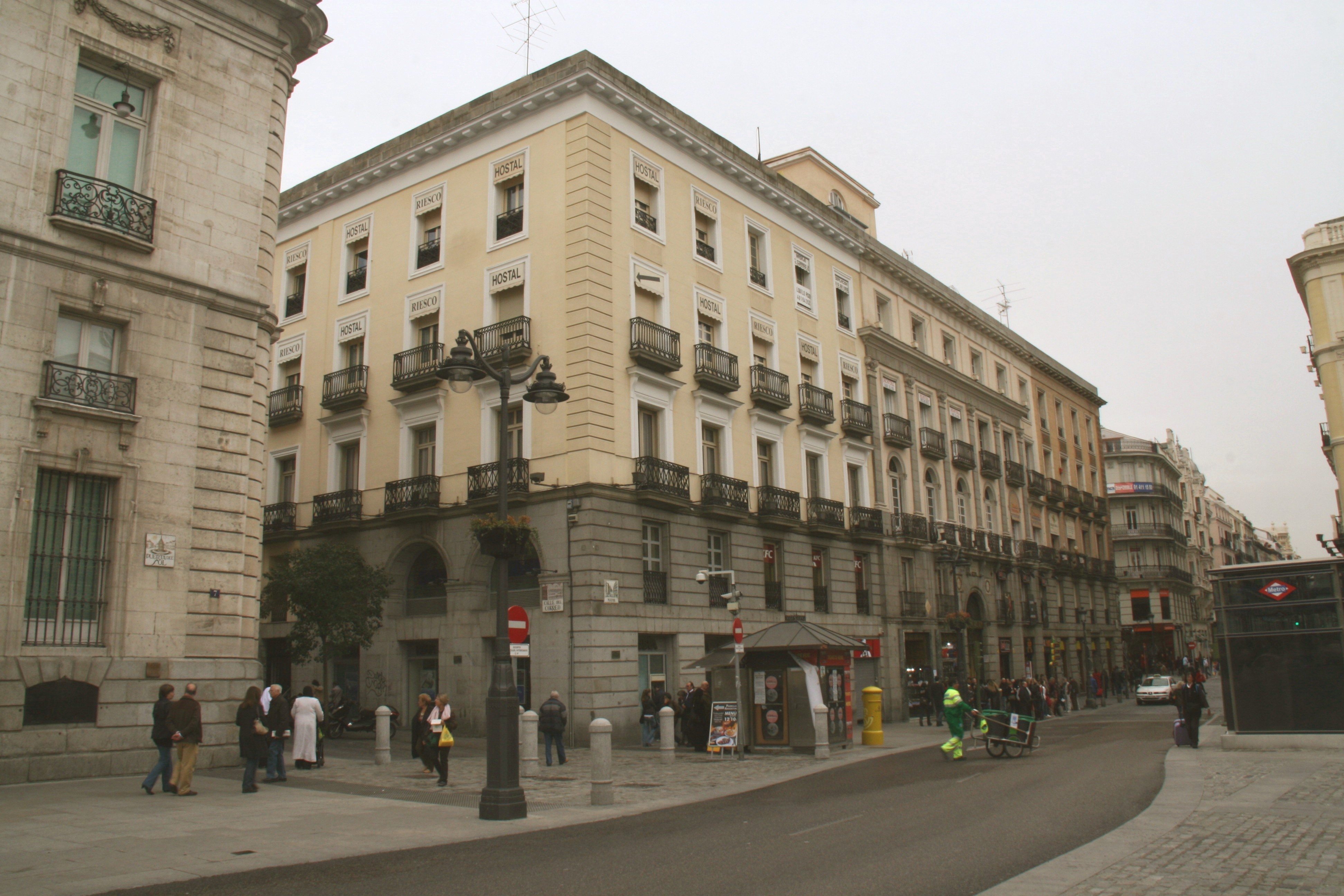
Casa cordero, lugar donde se encontraba la Fonda.

La Vizcaína fue una fonda de Madrid de finales del siglo xix situada en la calle Mayor, junto a la Puerta del Sol.. Su nombre se debe a la procedencia vizcaína de la dueña: Ramona Berdorrain. Abrió sus puertas en 1846 y todo hacía suponer que haría la competencia a la Fonda Peninsulares. Se ubicaba en Casa Cordero (también conocida como Casa del Maragato) debido a que su dueño Santiago Alonso Cordero era de Astorga. Los precios de esta fonda no eran baratos para la época.

## Características
Instalada en el edificio conocido como Casa Cordero, La Vizcaína fue una de las primeras fondas que ofrecía un menú en table d'hôte, adaptado a los gustos de los viajeros extranjeros, sin abundante aceite y ajo. A pesar de sus altos precios era difícil encontrar habitación. Hacia 1869 pasó a ser el Hotel Inglaterra. 

## Huéspedes ilustres
- Hans Christian Andersen, en 1865. Lo que más le gustó de Madrid fue el Museo del Prado. Hoy en día, una placa lo recuerda.
- Francisco Solano López en 1854.[2]
- Julius Rudolph Ottomar Freiherr von Minutoli en 1851.
- William George Clark (autor de Gazpacho: or Summer months in Spain), en 1849.[3]